# (609) Fulvia
(609) Fulvia – planetoida z pasa głównego asteroid okrążająca Słońce w ciągu 5 lat i 154 dni w średniej odległości 3,09 j.a. Została odkryta 24 września 1906 roku w Landessternwarte Heidelberg-Königstuhl, w Heidelbergu przez Maxa Wolfa. Nazwa planetoidy pochodzi od Fulwii, rzymskiej matrony, żony Marka Antoniusza. Przed jej nadaniem planetoida nosiła oznaczenie tymczasowe (609) 1906 VF.